# Andrew Hampsten
Andrew Andy Hampsten (Boulder, 7 d'abril de 1962) va ser un ciclista estatunidenc, que fou professional entre 1985 i 1996, durant els quals aconseguí 21 victòries. El seu principal èxit fou la victòria al Giro d'Itàlia de 1988, sent el primer ciclista no europeu en guanyar la cursa italiana.
Al Tour de França destaca una victòria d'etapa al cim de L'Aup d'Uès, el 1992, i el mallot blanc de millor jove en la seva primera participació, el 1986.

## Palmarès
- 1985
  - Vencedor d'una etapa al Giro d'Itàlia
- 1986
  - 1r a la Volta a Suïssa i vencedor d'una etapa
  -  1r de la Classificació dels joves al Tour de França
- 1987
  - 1r a la Volta a Suïssa
- 1988
  -  1r al Giro d'Itàlia, vencedor de 2 etapes i  1r del Gran Premi de la Muntanya
  - Vencedor d'una etapa de la París-Niça
- 1989
  - 1r a la Schwanenbrau Cup
  - 1r a la Subida a Urkiola
  - Vencedor d'una etapa de la Volta a Euskadi
- 1990
  - 1r a la Subida a Urkiola
  - Vencedor d'una etapa de la Volta a Suïssa
- 1992
  - 1r al Tour de Romandia i vencedor d'una etapa
  - Vencedor d'una etapa al Tour de França
- 1993
  - 1r a la Volta a Galícia i vencedor d'una etapa

### Resultats al Giro d'Itàlia
- 1985. 20è de la classificació general. Vencedor d'una etapa
- 1988.  1r de la classificació general. Vencedor de 2 etapes i  1r del Gran Premi de la Muntanya
- 1989. 3r de la classificació general
- 1992. 5è de la classificació general
- 1993. 14è de la classificació general
- 1994. 10è de la classificació general
- 1995. 58è de la classificació general

### Resultats al Tour de França
- 1986. 4t de la classificació general.  1r de la Classificació dels joves
- 1987. 16è de la classificació general
- 1988. 15è de la classificació general
- 1989. 22è de la classificació general
- 1990. 11è de la classificació general
- 1991. 8è de la classificació general
- 1992. 4t de la classificació general. Vencedor d'una etapa
- 1993. 8è de la classificació general